# Lophosia perpendicularis
Lophosia perpendicularis är en tvåvingeart som först beskrevs av Villeneuve 1927.  Lophosia perpendicularis ingår i släktet Lophosia och familjen parasitflugor.
Artens utbredningsområde är Taiwan. Inga underarter finns listade i Catalogue of Life.